# Євагрій Схоластик
Євагрій Схоластик (грец. Εὐάγριος Σχολαστικός; 537 — 600) — візантійський християнський історик та правник.

## Життєпис
Народився у м. Єпіфанія (сучасне м. Хама, Сирія). Походив з впливової родини. Отримав гарну класичну освіту. У 540—544 роках став свідком перської навали до Сирії й Палестини. У 550-х роках навчався у Константинополі на правника. По поверненню займався адвокатською практикою в Антіохії, чим здобув велику шану. Євагрій призначається радником патріарха Григорія Антіохійського. За знання правових норм й християнських догм отримав почесне звання Схоластика. У 588 році супроводжує останнього до Константинополя, де Євагрій захищав Григорія перед імператором Маврикієм. Після смерті у 594 році патріарха Григорія відійшов від справ, займаючись історичною справою. Помер у 600 році в Антіохії.

## Літературна діяльність
Євагрій є автором численних нарисів та есе, які не збереглися на тепер. Він писав панегірики імператорові Маврикію. У 588 році створив працю, присвячену пошестю чуми у Сирії, внаслідок якого загинула його перша дружина й діти. З 594 до 600 років працював над великою працею «Церковна історія», яка складається з 6 книг. твір охоплює період з 431 до 594 рік. «Церковна історія» Євагрія вважається останнім великим твором цього жанру. Окрім суто церковних подій, а саме боротьби проти єретиків (несторіанства), автор розповідає про політичні, військові події. Особливо цінні відомості Євагрій надає про хід Ефеського собору 431 року.